# Вінтоняк Ганна Григорівна
Вінтоняк Ганна (нар. 10 лютого 1941, с. Космач Косівського району Станіславської, нині Івано-Франківської області) — майстриня художнього ткацтва і вишивки, заслужена художниця України (2001), член Національної спілки художників України (1980), кавалер ордену княгині Ольги III ступеня (2012), лауреат обласної премії імені Я. Лукавецького (2013).

## Біографія
Народилася на Гуцульщині в селі Космач Косівського району. Своєрідною школою для майбутньої майстрині став колективний художній досвід села. З дитинства від бабусі і мами вона засвоїла мистецтво розпису писанок і ткання. Дівчинка легко відтворювала складну мову геометричного орнаменту, вишивала узори прославлених космацьких уставок, тонко пряла льон і вовну, швидко ткала орнаментальні «ільчасті» та «смерічкові» верети.
Після закінчення в 1959 році Космацької середної школи деякий час працювала на цегельному заводі та відвідувала вечірню школу. Згодом вступила до Івано-Франківського медичного училища, після закінчення якого працювала медсестрою в Коломиї. Будчуи за освітою медиком, своє покликання знайшла в ткацтві — давньому виді народного мистецтва.
З 1970 по 1980 рр. працювала в Чернівецьких майстернях Художнього фонду України майстром художньої вишивки, створювала зразки для вишитих одягових та інтер'єрних тканин. У 1977 р. зацікавилась народним одягом та його сучасною інтерпретацією, почала використовувати народні художні традиції для створення оригінальних неповторних комплектів сучасного одягу, запропонувала нові композиційні рішення для ансамблів одягу, відродила призабуті техніки вишивки та ткацтва, багато зробила для відродження народного мистецтва Покуття.
У 80-х роках очолила художньо-виробничі майстерні в Коломиї. Згодом стала директором ПФ «Художній салон», головою Спілки майстрів народного мистецтва «Журавка».

## Творчість
Майстриня створює одяг та прикраси до нього, килими, ліжники. Використовує орнаментальні мотиви — розетки, зірочки, квітки в колах, віночки, ромби, смерічки, розташовані рядами. За колоритом твори художниці традиційні для народного мистецтва Буковини, Покуття і Гуцульщини. Свою діяльність вона розпочала з уважного вивчення народного вбрання, особливостей його крою та декоративного оздоблення. Майстриня тонко відчуває специфіку різних матеріалів, вона оволоділа їхніми таємницями, навчилася передбачати результати своєї праці. Над нитками майстриня працює старанно і довго, продумує, з чого їх випрясти і що з них виткати. Пряде з овечої вовни та льону. Щоб випрясти нитку, сортує різні за якістю і кольором волокна. Нитки — основа життя творів майстрині, вони в її руках стають своєрідним джерелом поезії. Майстриня наголошує:
«Нитку треба знати, нитку треба любити, щоб вона, як золота струна, бриніла у витканих полотнах».
Художниця розробляє моделі одягу, в яких колір, сучасний крій та декоративне оздоблення органічно поєднані в єдине ціле, підпорядковані певному художньому задуму. Вже перші роботи — жіночі сукні «Ватра» (1981), «Карпатська осінь» (1980), «Морозяний день» (1978), «Червона калина» (1981) «Говерла»(1980) — виявляли мисткиню, яка наповнює свої твори глибоким образним змістом.
Серед кращих творів художниці — декоративна доріжка «Чумацький Шлях» (1973); ансамблі — «Святковий» (1981), «Чорногора» (1985), чоловічі — «Весняний», «Над Прутом», пальто «Лебідка» (2001).
Мисткиня створювала і сценічні вироби — костюми до вистави І. Франка «Украдене щастя» (1982).
Ганна Вінтоняк була учасницею 45 міжнародних, 13 всесоюзних, 23 республіканських, 18 всеукраїнських, 11 обласних, 27 персональних та 6 групових виставок.
Мисткиня нагороджена дипломами Президії правління Спілки художників України, почесними грамотами, дипломом першого ступеня та золотою медаллю.
Найкращі твори майстрині закуплені Міністерством культури і мистецтва України, Дирекцією виставок Національної спілки художників України, зберігаються в багатьох музеях України та за кордоном.
Костюми художниці увійшли до приватних колекцій України, Австралії, Аргентини, Бразилії, Великобританії, Італії, Канади, Китаю, Монголії, Німеччини, Росії, Словаччини, США, Франції, Чехії, Чилі.
Біля двохсот експонатів, найбільша та найповніша збірка творів мисткині, зберігаються в колекції Національного музею народного мистецтва Гуцульщини та Покуття ім. Й. Кобринського в Коломиї.

## Книги
- Ганна Вінтоняк. Альбом. Автор-упорядник Р. В. Захарчук-Чугай. Київ, Мистецтво, 1983. 87 с.
- Ганна Вінтоняк. Мистецький Олімп України. К. : Укр. вид. консорціум, 2008—2009. 424 с.
- Ганна Вінтоняк. Альбом. (Автор вступ. сл., упорядник О. Никорак). Львів. Інститут народознавства Національної академії наук України, 2011. 208 с.